# Macrozamia secunda
Macrozamia secunda Charles Moore, 1884 è una pianta appartenente alla famiglia delle Zamiaceae, endemica dell'Australia.

## Descrizione
È una cicade con fusto acaule, con diametro di 8-15 cm.
Le foglie, pennate, lunghe 40-80 cm, sono disposte a corona all'apice del fusto e sono rette da un picciolo lungo 5-15 cm; ogni foglia è composta da 80-170 paia di foglioline lanceolate, con margine intero, lunghe mediamente 8-20 cm, di colore grigio-verde o blu.
È una specie dioica con esemplari maschili che presentano coni terminali di forma fusoidale, lunghi 15-20 cm e larghi 4-5 cm ed esemplari femminili con coni di forma ovoidale lunghi 15-25 cm, e larghi 7-9 cm.
I semi sono ovoidali, lunghi 20-35 mm, ricoperti da un tegumento di colore rosso.

## Riproduzione
L'impollinazione è entomofila.

## Distribuzione e habitat
Questa pianta è endemica del Nuovo Galles del Sud sud-occidentale. Vive sui pendii e su bassi tavolati.

## Conservazione
La IUCN Red List classifica M. secunda come specie vulnerabile.

La specie è inserita nella Appendice II della Convention on International Trade of Endangered Species (CITES).